# Фабрика

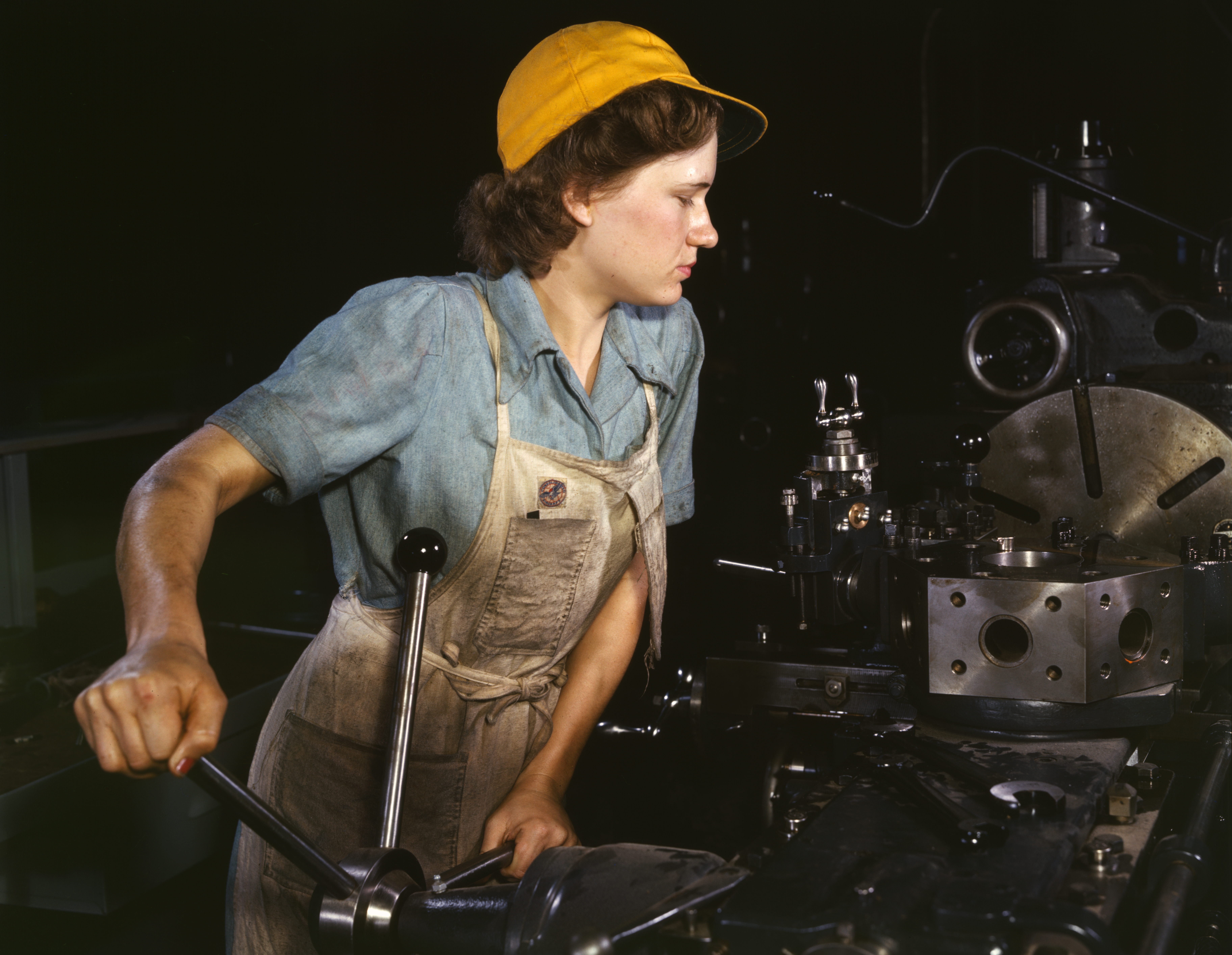

Фа́брика (від нім. Fabrik),  або виро́бня, також заво́д — промислове підприємство, засноване на використанні системи машин; форма великого машинного виробництва.
Фабрика – форма організацій виробництва; наприклад, промислове підприємство з переробки сировини.

## Історія української термінології
Наскільки відомо, вперше термін виро́бня запропонуваний 1861 року:
- Михайло Левченко. Замѣтка о русинской терминологіи. — «Основа», 1861, Іюль (№ 7). — с. 183—186 (pdf pages 177—180).

Подальшу історію розглянуто у монографії
- Галини Онуфрієнко. Науковий стиль української мови: Навчальний посібник з алґоритмічними приписами. — 2-ге вид. перероб. та доп. — К.: Центр учбової літератури, 2009. — 392 с. — ISBN 978-966-364-940-5

## Приклади
- Швацька, або швейна фабрика — підприємство легкої промисловості, напр. швейна фабрика «Донбас».
- Агломераційна фабрика — підприємство призначене для виробництва офлюсованого аґломерату з тонкоподрібнених магнетитових концентратів. Може бути самостійною або в складі металургійного комплексу.
- Брикетна фабрика — підприємство з виготовлення паливних (вугільних, торфових та ін.), рудних, металовмісних та ін. брикетів. Розрізняють кам'яновугільні, буровугільні, торфобрикетні, залізорудні, хромо-марганцеві, нікелево-рудні, мідно-рудні, цинково-рудні, стибієво-рудні та ін. брикетні фабрики.
- Збагачувальна фабрика — підприємство для збагачення корисних копалин.
- Дробильно-сортувальна фабрика — єдиний комплекс дробильних машин, грохотів, бункерів, транспортних засобів.